# Герб Нанайского района
Герб Нана́йского муниципального района Хабаровского края Российской Федерации.
Герб утверждён Решением № 141 Собрания депутатов Нанайского муниципального района 24 мая 2006 года.
Герб подлежит внесению в Государственный геральдический регистр Российской Федерации.

## Описание герба и его символики
«Герб является официальным символом Нанайского муниципального района Хабаровского края.
Герб выполнен на щите французской геральдической формы.
На щите синего цвета помещен золотой (жёлтый) диск солнца с тремя чёрными силуэтами летящих ввысь журавлей, в нижней части щита — два изображения нанайского национального орнамента желтого цвета.
При исполнении герба применены три геральдических цвета: один металл (золото, желтый цвет) и две финифти (лазурь, синий цвет и чернь, чёрный цвет):
— жёлтый (золото) — цвет солнца, символ справедливости, великодушия, богатства природных ресурсов Приамурья, а также цвет Азии, цвет кожи нанайского народа;
лазурь (синий) — символ красоты, мягкости, величия, символизирует цвет неба, а также водные ресурсы района;
— чёрный (чернь) — символ благоразумия, спокойствия, стабильности, является традиционным цветом в нанайском орнаментальном искусстве.
Герб  отражает исторические, культурные, национальные традиции и особенности района как территории исконного проживания  нанайского  народа, именем которого назван район. Солнце и журавли – распространенные и близкие азиатам и дальневосточникам символы. Направление полета журавлей ввысь символизирует стремление района к процветанию и дальнейшему социально-экономическому развитию».

## История герба

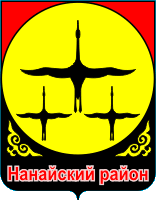
Герб района (2003—2006 годы)

Первый вариант герба был утверждён 10 июня 2003 года решением № 143 Нанайского районного Собрания депутатов.
24 мая 2006 года решением Собрания депутатов Нанайского муниципального района «Об установлении официальных символов Нанайского муниципального района Хабаровского края» был несколько видоизменён рисунок герба — герб поменял цветовую гамму поля щита и из него была исключена надпись «Нанайский район».